# Балка Коньякова
Балка Коньякова — ентомологічний заказник місцевого значення. Об'єкт розташований на території Більмацького району Запорізької області, село Благовіщенка, між полями сівозміни ІІІ і VI.
Площа — 20 га, статус отриманий у 1984 році.
Охороняється балка зі струмком та лучно-степовою рослинністю.